# Möllenbeck
Möllenbeck es un municipio situado en el distrito de Ludwigslust-Parchim, en el estado federado de Mecklemburgo-Pomerania Occidental (Alemania), a una altitud de 35 metros. Su población a finales de 2016 era de 178 habs. y su densidad poblacional, 9.3 hab/km².
Se encuentra ubicado a poca distancia al norte de la frontera con el estado de Brandeburgo.